# Arróniz (olivo)
Arróniz, también conocida como Royuela, Hembra o Vidrial, es una variedad de olivo predominante en el Valle del Ebro, en las zonas correspondientes a  La Rioja, Álava y Navarra.

## Usos
El principal uso es la producción de aceite. De hecho, actualmente es la variedad principal para la realización del aceite de la Denominación de Origen Protegida "Aceite de Navarra".

## Curiosidades
En la localidad navarra de Arróniz se celebra cada año el Día de la Tostada; denominado oficialmente como Día de la Tostada y la Fiesta del Aceite de Navarra, es una Fiesta de Interés Turístico de Navarra que se celebra el último domingo de febrero. Esta es una jornada gastronómica muy importantes para Navarra y el resto de la zona, ya que sirve para dar a conocer el aceite de oliva de esta variedad.